# 南コーカサス

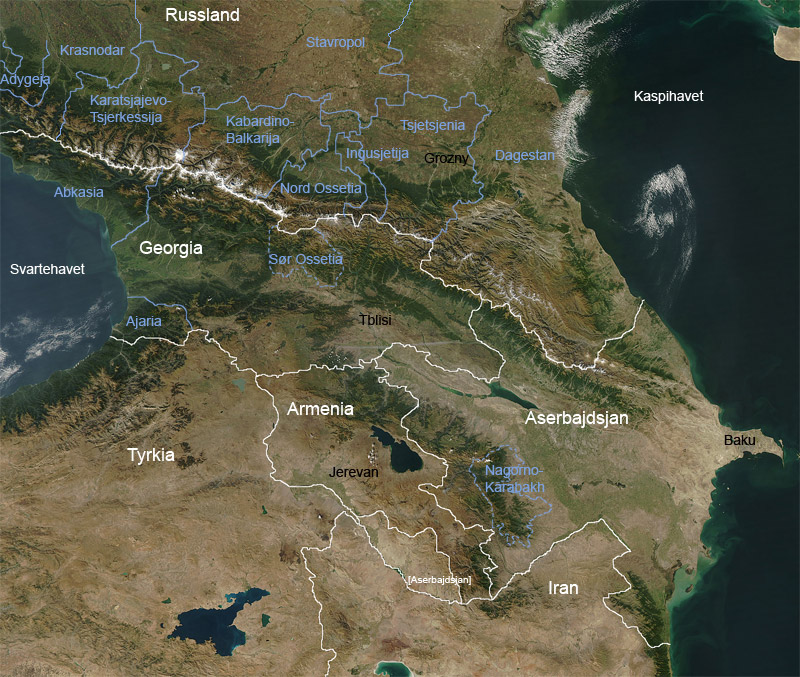
南コーカサス周辺の衛星写真と国境

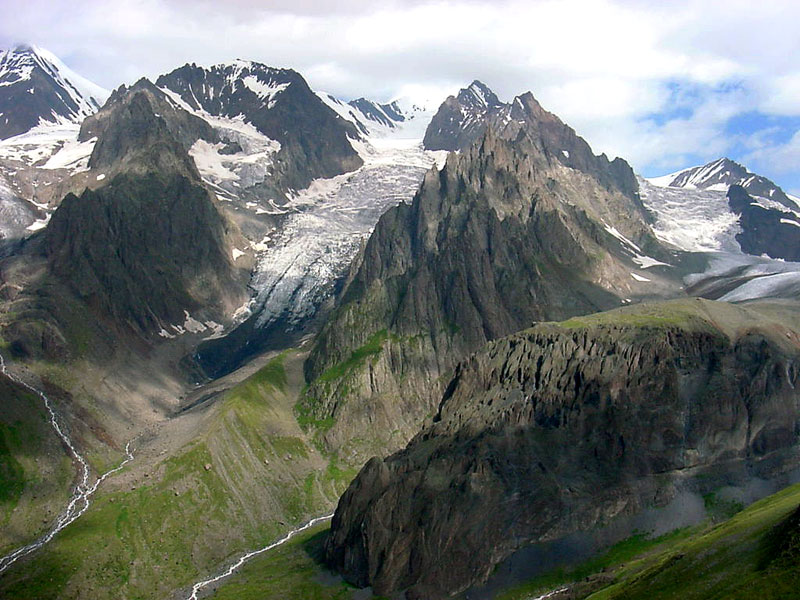
カフカス山脈

南コーカサス（みなみコーカサス、アゼルバイジャン語: Cənubi Qafqaz、アルメニア語: Հարավային Կովկաս、グルジア語: სამხრეთი კავკასია）あるいはザカフカジエ（ロシア語: Закавказье, ラテン文字転写: Zakavkazʹe）は、アゼルバイジャン、アルメニア、ジョージアの3国の総称。ロシア語としては不正確だがザカフカス、ザカフカース、南カフカスとも。また英語ではトランスコーカシア （Transcaucasia）またはトランスコーカサス（Transcaucasus）。
ザカフカジエ、トランスコーカシア（トランスコーカサス）との呼称は、それぞれロシア語・ラテン語で「コーカサス山脈の向こう側」という意味であり、北のロシア側から見た呼称であるため、「向こう側」とは「南側」を意味する。この呼称はモスクワ中心の考えであることから、近年、日本の文献では避けられる傾向がある。なお、厳密にはロシアのソチ周辺は南側、アゼルバイジャンのダヴァヒ県・クバ県・クサル県・シヤザン県・ハヒマズ県・ヒジ県は北側に位置する。
北はロシア、南はトルコとイラン、西は黒海、東はカスピ海に囲まれる。ヨーロッパではなくアジアに属するが、長くソビエト連邦領だったこともあり、西アジアや中東には含めないことが多い。
コーカサスはコーカサス山脈周辺の地域をさすが、その南部を占める。しばしば、ザカフカジエとの呼称で単にカフカース、コーカサスを指すこともあるが、文脈によって（特にロシアに関する話題で）は北コーカサスを意味することも多いので注意を要する。

## 地形
ジョージア西部のコルヒダ低地、アゼルバイジャン中東部のクラ＝アラクス低地を除けば、山岳地である。南部には小カフカス山脈がある。

## 民族

南コーカサス周辺の民族分布

それぞれの国家の主要民族はそれぞれアゼルバイジャン人、アルメニア人、カルトヴェリ人（狭義のグルジア人）である。ほかに少数民族として、ソ連時代の移民の子孫であるロシア人、ジョージアのアブハジア人、アジャール人、オセット人、ギリシア人、アルメニアのクルド人、アゼルバイジャンのレズギ人、タリシュ人などがいる。
ジョージアの主要少数民族は、民族自治区としてアブハジア自治共和国、アジャリヤ自治共和国、南オセチア自治州を形成している。アブハジアと南オセチアでは独立運動が盛んで、ジョージア政府の権力の及ばない事実上の独立国となっている。
アゼルバイジャン人とアルメニア人の居住地域は複雑に入り込んでおり、民族紛争の火種となっている。アゼルバイジャンはアルメニアとイランに囲まれた地域に飛び地のナヒチェヴァン自治共和国を領有している。アゼルバイジャン・ソビエト社会主義共和国のアルメニア人自治州であったナゴルノ・カラバフは、アルメニアの支援を受け、2023年まで事実上の独立国となっていた。これらの地域を含む国境地帯では、民族浄化（虐殺はまれで主に強制移住や難民）により、小さな民族的飛び地や混住地域が消滅している。

## 文化
山岳で隔てられていることもあり、各国の文化は大きく異なっていて、共通点は少ない。
主要言語は、アゼルバイジャンはトルコ語系のアゼルバイジャン語、アルメニアはインド・ヨーロッパ語族のアルメニア語、ジョージアはこの地域以外にはほとんど分布しない南コーカサス語族のグルジア（ジョージア）語である。旧ソ連構成国であったこともありロシア語も広く通じる。
主要宗教は、アゼルバイジャンはイスラム教（シーア派が多数）、アルメニアはキリスト教アルメニア使徒教会、ジョージアはキリスト教グルジア正教会である。

## 歴史
- 19世紀までに、ロシア帝国領となる。
- 1917年 ロシア革命。

ザカフカース・ソビエト連邦社会主義共和国の国章

- 1918年 ザカフカース民主連邦共和国の成立（4月）と崩壊（5月）。アゼルバイジャン民主共和国、アルメニア共和国、グルジア民主共和国が独立。この年にはフィンランドやバルト3国も独立した。
- 1920年 赤軍（のちのソ連軍）が侵攻、占領。
- 1922年 ザカフカース社会主義連邦ソビエト共和国としてソ連に加盟。
- 1936年 スターリン憲法により、アゼルバイジャン・ソビエト社会主義共和国、アルメニア・ソビエト社会主義共和国、グルジア・ソビエト社会主義共和国に分割。
- 1991年 ソビエト連邦崩壊。アゼルバイジャン共和国、アルメニア共和国、グルジア(ジョージア)が独立。